# Humaira Asghar
Humaira Asghar Ali Chaudhry (en urdu: حمیرا اصغر علی چودھری‎; 10 de octubre de 1983 – 7 de octubre de 2024) fue una actriz, modelo y artista teatral pakistaní.
Asghar comenzó su carrera actuando con el Rafi Peer Theatre durante sus años universitarios antes de entrar en la industria de la moda, donde trabajó como modelo para varias marcas destacadas. Asghar apareció en varias series de televisión pakistaníes, entre ellas Benaam, Just Married, Chal Dil Mere, Sirat-e-Mustaqeem (Laali), Guru, y Ehsaan Faramosh, y ganó un mayor reconocimiento gracias al reality show Tamasha, emitido por ARY Digital. Entre sus apariciones en el cine se incluyen un papel como modelo en la película de acción y suspense Jalaibee, de 2015, y un papel protagonista en Aik Tha Badshah, junto a Ali Hamza y Ali Noor.

## Primeros años y educación
Humaira Asghar nació el 10 de octubre de 1983 en Lahore, hija de un médico del ejército, y había residido en un piso alquilado en la zona de defensa de Karachi desde 2018 hasta su muerte. Era una artista visual cualificada, ya que había estudiado pintura y escultura en la National College of Arts y en la College of Art & Design de la Universidad del Panyab. Sus obras exploraban principalmente el papel de la mujer en la construcción de sociedades y la promoción del empoderamiento femenino, a menudo inspirándose en la poesía y la literatura urdu.

## Carrera
Humaira Asghar comenzó su trayectoria artística durante sus años universitarios con el Rafi Peer Theatre, lo que más tarde la llevó al mundo del modelaje. Trabajó como modelo para varias marcas importantes antes de dar el salto a la televisión y el cine.
Asghar apareció en varias series de televisión y películas pakistaníes a lo largo de su carrera. Es conocida sobre todo por su participación en el reality show Tamasha de ARY Digital, que seguía un formato similar al de la franquicia internacional Big Brother. En televisión, actuó en series como Benaam, Just Married, Love Vaccine, Chal Dil Mere, Sirat-e-Mustaqeem (Laali), Ehsaan Faramosh, y Guru. En el cine, Humaira apareció en la película de acción y suspense Jalaibee, de 2015, donde también participó como modelo. También interpretó un papel protagonista en la película Aik Tha Badshah (2016) junto a Ali Hamza y Ali Noor.
En 2022, un vídeo en el que se veía a una mujer caminando alegremente frente a una colina en llamas mientras llevaba un vestido plateado se hizo viral en TikTok. Inicialmente se creyó que se trataba de Humaira Asghar Ali, y los medios de comunicación internacionales, incluida la AFP, informaron erróneamente sobre el clip bajo su nombre. Sin embargo, más tarde se confirmó que el vídeo había sido publicado por la usuaria de TikTok Dollyofficiall, que lo había titulado "Fire erupts wherever I am." El error fue ampliamente señalado y posteriormente aclarado.
En 2023, recibió el National Woman Leadership Award por su contribución a los medios de comunicación y el entretenimiento.

## Muerte y consecuencias
El 8 de julio de 2025, Asghar fue encontrada muerta en su apartamento en DHA Phase VI, Karachi, durante un desalojo ordenado por un tribunal debido a meses de alquiler impagado. Un olor fétido procedente del piso llevó a la policía y a un alguacil a entrar por la fuerza en el apartamento cerrado, donde descubrieron su cuerpo en estado de descomposición.
Según la policía, todas las puertas y ventanas, incluido el balcón, estaban cerradas con llave desde dentro y no había signos de entrada forzada ni de lucha, lo que sugería que no había pruebas inmediatas de juego sucio. Otros funcionarios informaron de que la puerta del balcón estaba abierta. Se realizó una autopsia en el Jinnah Postgraduate Medical Centre (JPMC), que confirmó que el cuerpo se encontraba en un "estado avanzado de descomposición." Inicialmente, se sugirió que la muerte había ocurrido entre dos y tres semanas antes del descubrimiento. Sin embargo, según los investigadores y el análisis forense publicado por Arab News, se cree que Asghar murió alrededor de octubre de 2024, aproximadamente nueve meses antes de julio de 2025. Esta conclusión se basó en pruebas digitales, incluidos registros detallados de llamadas, actividad en redes sociales, alimentos caducados y otros indicadores forenses.

## Filmografía

### Televisión
| Año  | Título                    | Papel       | Notas                          | Canal       | Ref    |
| ---- | ------------------------- | ----------- | ------------------------------ | ----------- | ------ |
| 2021 | Benaam                    | Maham       | Drama                          | ARY Digital | [ 22 ] |
| 2021 | Just Married              | Desconocido | Desconocido                    | Desconocido | [ 5 ]  |
| 2021 | Love Vaccine              | Desconocido | Telefilme                      | ARY Digital | [ 3 ]  |
| 2022 | Tamasha                   | Ella misma  | Reality show                   | ARY Digital | [ 23 ] |
| 2022 | Sirat-e-Mustaqeem (Laali) | Sumbul      | Anthology, episodic appearance | ARY Digital | [ 5 ]  |
| 2023 | Ehsaan Faramosh           | Nazish      | Drama                          | ARY Digital | [ 24 ] |
| 2022 | Chal Dil Mere             | Desconocido | Telefilme                      | Hum TV      | [ 25 ] |
| 2023 | Guru                      | Mona        | Drama                          | Express TV  | [ 25 ] |

### Cine
| Año  | Título         | Papel       | Notas              | Ref   |
| ---- | -------------- | ----------- | ------------------ | ----- |
| 2015 | Jalaibee       | modelo      | thriller de acción | [ 6 ] |
| 2016 | Aik Tha Badsha | Desconocido | cortometraje       | [ 6 ] |